# Prostitució forçosa
La prostitució forçosa, també coneguda com a prostitució involuntària o prostitució obligatòria, és la prostitució o esclavitud sexual que té lloc com a resultat de la coerció per part d'un tercer. El terme "prostitució forçosa" apareix en convencions internacionals i humanitàries, com l'Estatut de Roma de la Cort Penal Internacional, però s'han aplicat de manera inconsistent. La "prostitució forçosa" es refereix a les condicions de control sobre una persona que és coaccionada per una altra a participar en una activitat sexual.

## Situació legal
La prostitució forçosa és il·legal segons el dret consuetudinari a tots els països. Això és diferent de la prostitució voluntària que pot tenir un estatus legal diferent en diferents països, que va des de ser totalment il·legal i punible amb la mort fins a ser legal i regulada com a ocupació.
Si bé la legalitat de la prostitució adulta varia entre les jurisdiccions, la prostitució infantil és il·legal a gairebé tot el món.